# Bílý potok (přítok Bíliny)
Bílý potok je drobný vodní tok v okrese Most, stékající z Krušných hor do Mostecké pánve a tvořící levostranný přítok řeky Bíliny.

## Pramen
Potok pramení v Krušných horách na západním svahu vrchu Pestrý (874 m) v nadmořské výšce 860 metrů. V potoku je vysoký obsah huminových látek, který je způsoben přítomností rašelinišť poblíž pramene potoka a jeho přítoků.

## Průběh toku
Horní tok – prochází mrazovým údolím Šumného dolu a protéká ve svém přirozeném korytě a vysoké čistotě vod.

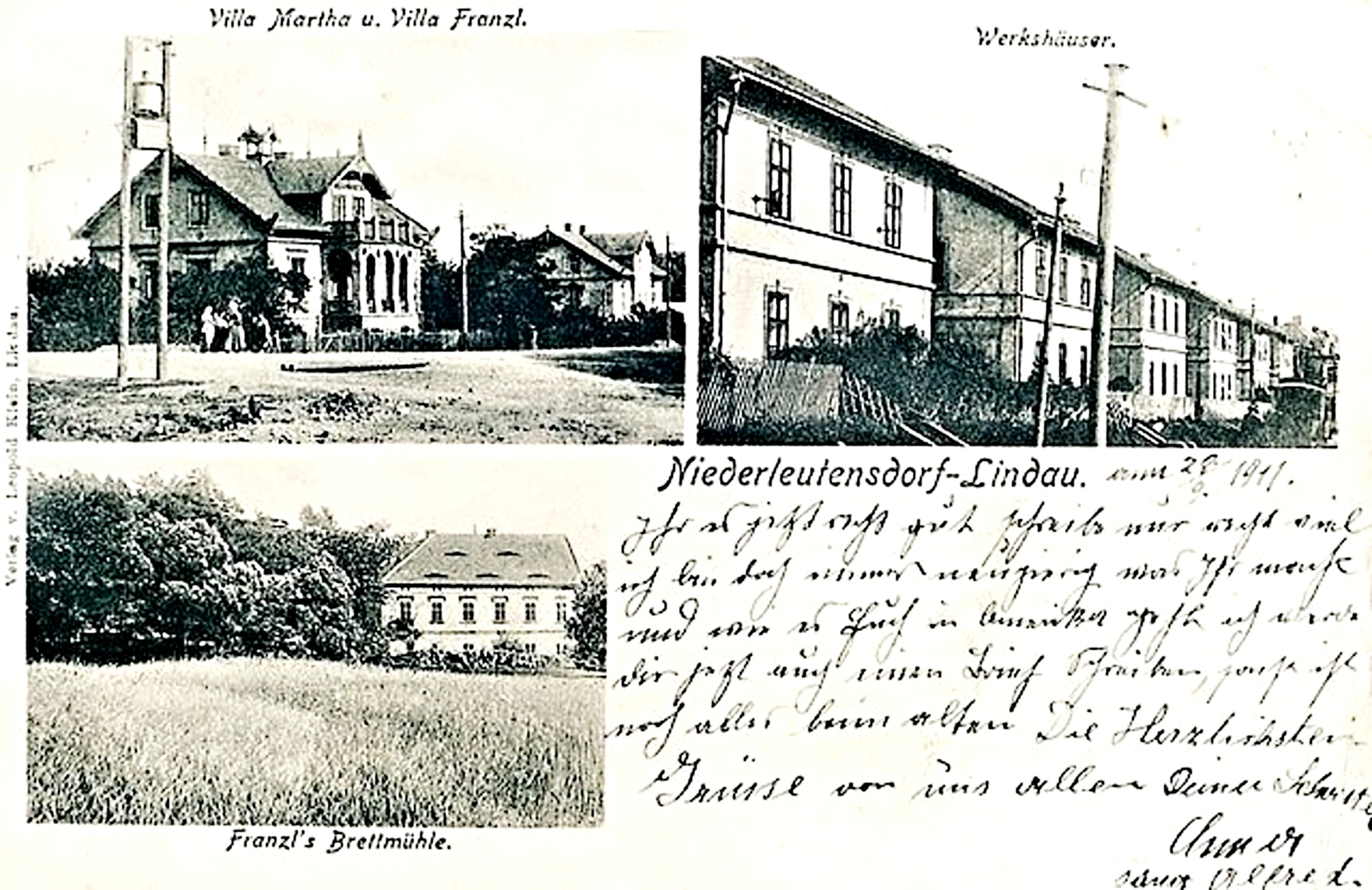
Na pohlednici z Lipětína je kromě dvou vil a dělnické kolonie také jeden z mlýnů na Bílém potoce (rok 1911)

Střední tok – začíná před aglomerací Litvínov, kde je koryto regulováno buď zpevněním anebo přímo betonovými zdmi. Zde se zároveň i potok "ztrácí" do podzemí, k+ ode je veden v délce asi 500 m, zároveň je zde nápusť pro Pilařský rybník. Poté, co tok opouští podzemí, je veden regulovaným korytem s kaskádami. U supermarketu Penny Market je vybudováno odlehčovací koryto, jež odvádí "velké vody" do nádrže Rudý sever. Po opuštění města směřuje jižním směrem podél komunikace I/15 Litvínov–Most.
Dolní tok – je oblast, kde tok vede otevřeným korytem směrem k petrochemickým závodům Záluží. V úseku, kde vede tok závodem, je v úseku několika set metrů zatrubněn. Vzhledem k omezeným kapacitním možnostem zatrubnění bylo vybudováno již zmíněné odlehčovací koryto, jež je zaústěno do Loupnice. Po opuštění potrubí protéká Bílý potok otevřeným korytem prostorem čistírenského komplexu odpadních vod chemických provozů. Bezprostředně po opuštění areálu Chemopetrol, a.s. se Bílý potok vlévá do řeky Bíliny. V dolní části toku kvalita vod klesá následkem znečištění průmyslem.
Dolní tok v současnosti probíhá zcela odlišně od původního. Ještě v polovině 19. století totiž Bílý potok ústil do Bíliny o několik kilometrů dále a plynul mnohem východněji, přes dnes zaniklá sídla Dolní Litvínov, Lipětín, Růžodol, Pláň a Kopisty až k tehdejšímu Starému Mostu.

## Přítoky

### Divoký potok (levostranný)
Pramení nad obcí Meziboří na úpatí kopce Střelná (868 m n. n), na průtoku obcí je veden v délce 0,5 km pod zemí a pod zástavbou. Podél silnice do Litvínova teče dál ze svahu Krušných hor, pak protéká Litvínovem, kde vede 0,5 km pod zemí. Soutok se nalézá pod silnicí II/271 a I/27, kde je regulované koryto stejně jako většina toku.

### Panenský potok (pravostranný)
Je umělý potok, jedna část pramení pod Litvínovskou částí Hamr, kde po bývalém lomu Rudý sever vznikly vodní plochy jako je Šedák a Bílá Voda. Ze Šedáku potok "pramení". Po půl kilometru je tok rozdělen a část se vlévá do Bílého potoka a část do Loupnice pod poldrem.

### Další
Bílý potok nemá žádné jiné významnější přítoky. Všechny jsou drobné, pochází většinou z oblastí rašelinišť a jsou bezejmenné.

## Vodní režim
Průměrný průtok Bílého potoka na 1,0 říčním kilometru činí 0,28 m³/s.

## Plán na přečerpávací vodní elektrárnu
V roce 2009 se objevil plán soukromé společnosti Synergion Šumný důl, a.s. na vybudování PVE (přečerpávací vodní elektrárna) v údolí Šumného dolu nad městem Litvínov. Jedná se o velmi sporný projekt, se kterým zatím souhlasí pouze Meziboří, sousední obec Klíny i Ústecký kraj jsou proti. Sporná je stavba i z hlediska ochrany přírody. Je zde vyhlášen přírodní park a vyskytují se zde chráněné druhy rostlin.